# Chiverton Cross
Chiverton Cross – osada i skrzyżowanie dróg w Anglii, w Kornwalii. Leży 32 km na północny wschód od miasta Penzance i 379 km na zachód od Londynu.